# Мышеловка

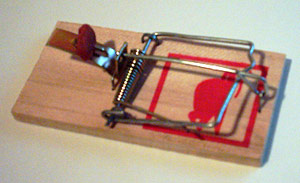
Взведённая мышеловка с приманкой

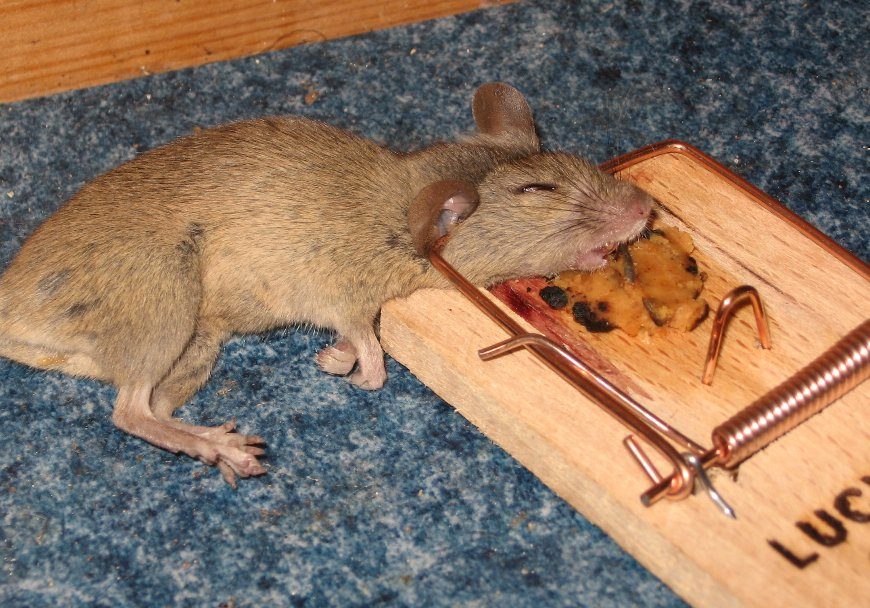
Домовая мышь, погибшая в мышеловке

Мышело́вка — капкан или приспособление для ловли мышей и других мелких грызунов.

## Конструкция и типы

### Традиционная пружинная мышеловка открытого типа
Пружинная мышеловка Little Nipper была изобретена в 1890-х годах Джеймсом Генри Аткинсоном. В частности, патенты на мышеловки имел Хайрем Максим, который также изобрёл пулемёт Максима. Это простое устройство с пружинным рычагом. В мышеловку закладывается приманка. После того, как мышь задевает пусковой механизм, рычаг ударяет её и, как правило, убивает, ломая шейные позвонки. Недостаток такой мышеловки в том, что она склонна к ложным срабатываниям, а если мышь, и тем более крыса, туда попадёт хвостом, то она вообще способна утащить мышеловку за собой.
Для ловли крыс применяются крысоловки — мышеловки увеличенного размера с мощной пружиной и с зубьями на основании. Крысы обладают бо́льшим умом и сообразительностью, чем мыши, и при срабатывании пружины они зачастую успевают отскочить от капкана и затем спокойно съесть приманку. Рекомендуется снаряжённую крысоловку помещать на дно пустого ведра. Также рекомендуется несколько дней прикармливать грызунов на не взведенных ловушках и привязывать ловушку к чему-нибудь тяжелому.

### Мышеловка-клетка

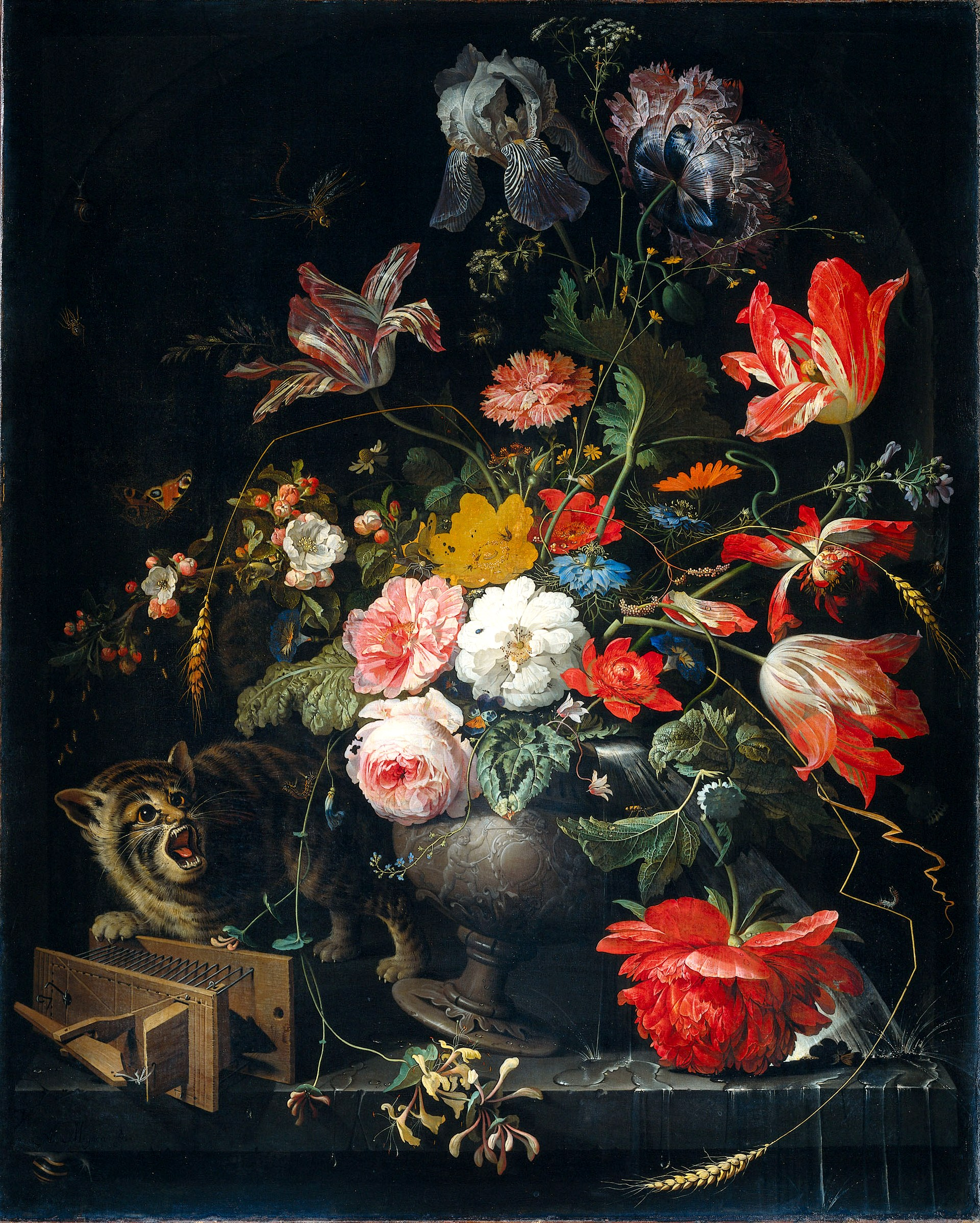
«Букет с кошкой и мышеловкой». Картина работы Абрахама Миньона, 1670—1675

Конструкция мышеловок закрытого типа представляет собой проволочную клетку или прямоугольную металлическую коробку с захлопывающейся дверцей. Мышь, как правило, остаётся жива и невредима до тех пор, пока человек не опустит мышеловку в ведро с водой.

### Клеевая мышеловка
Получили распространение[когда?][где?] ловушки с клеем. В центр помещается приманка, и мышь, приблизившись к ней, просто приклеивается к поверхности. Недостатки — мышь может вырваться и убежать; такая мышеловка обрекает животное на долгую и мучительную смерть от жажды.

### Мышеловка-туннель
В пчеловодстве с начала XX века используют так называемую норковую мышеловку или мышеловку-удавку. Принцип её действия таков: мышь, чувствуя приманку, залезает в отверстие, где путь ей преграждает нить. Мышь перегрызает нить, при этом освобождается пружина, под действием которой удавка притягивает мышь к верхней части отверстия мышеловки.

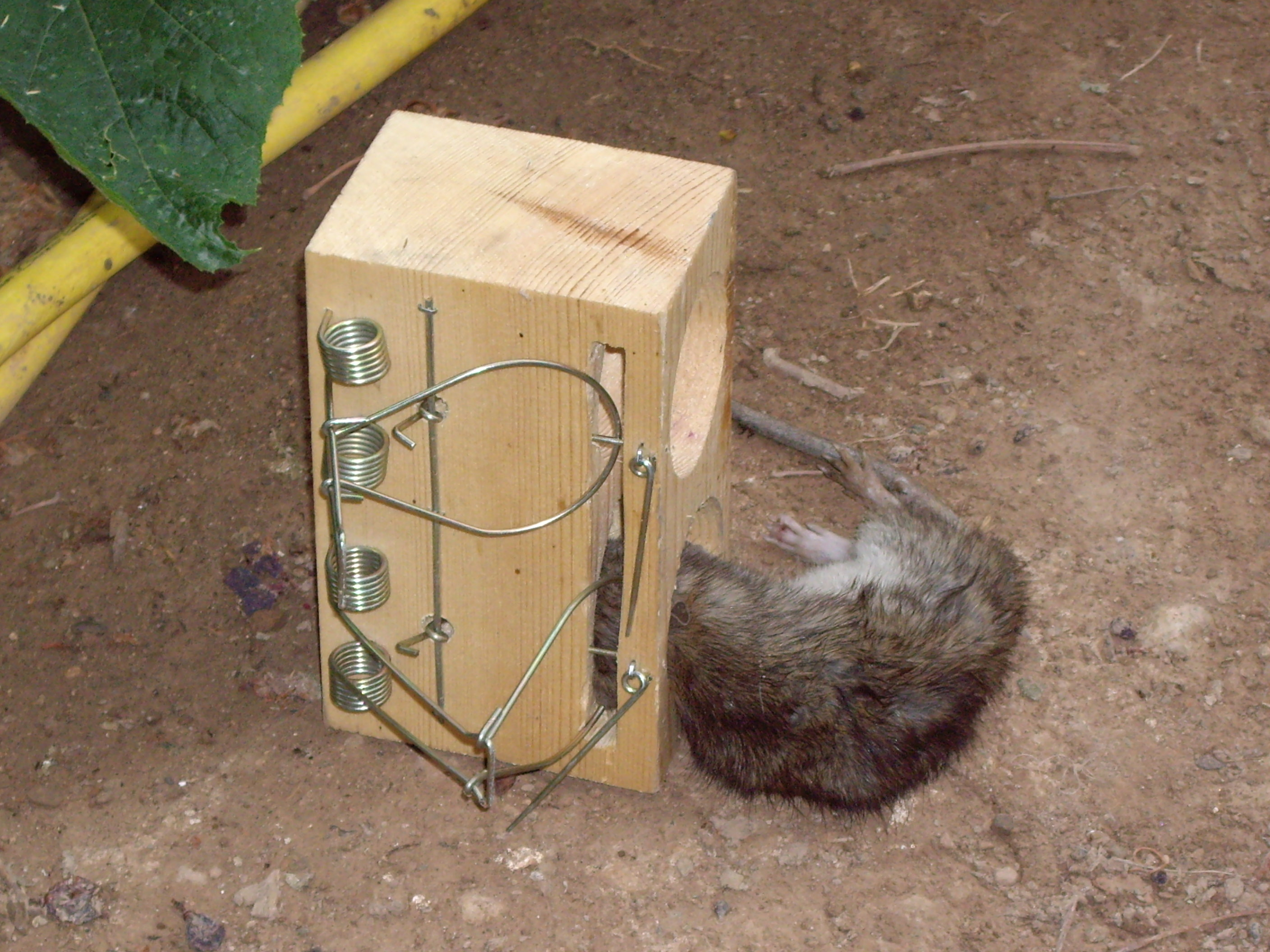
Крыса, попавшая в «туннель».

### Мышеловка-крокодил
Представляет собой изделие, похожее на пасть хищника с мощными зубьями внутри, которые являются активной зоной, отсюда и народное название. С другой стороны находится рычаг взведения и разгрузки. Плюсами такой мышеловки является то, что она практически полностью защищена от ложных срабатываний, поскольку мышь или крыса, активирующая пружину, уже находится в пасти, что исключает частичное попадание в неё. Также удобством является и то, что взведение и разгрузка выполняются посредством лёгкого нажатия на рычаг. Первые образцы подобных мышеловок были представлены в середине 2000-х годов в Китае.

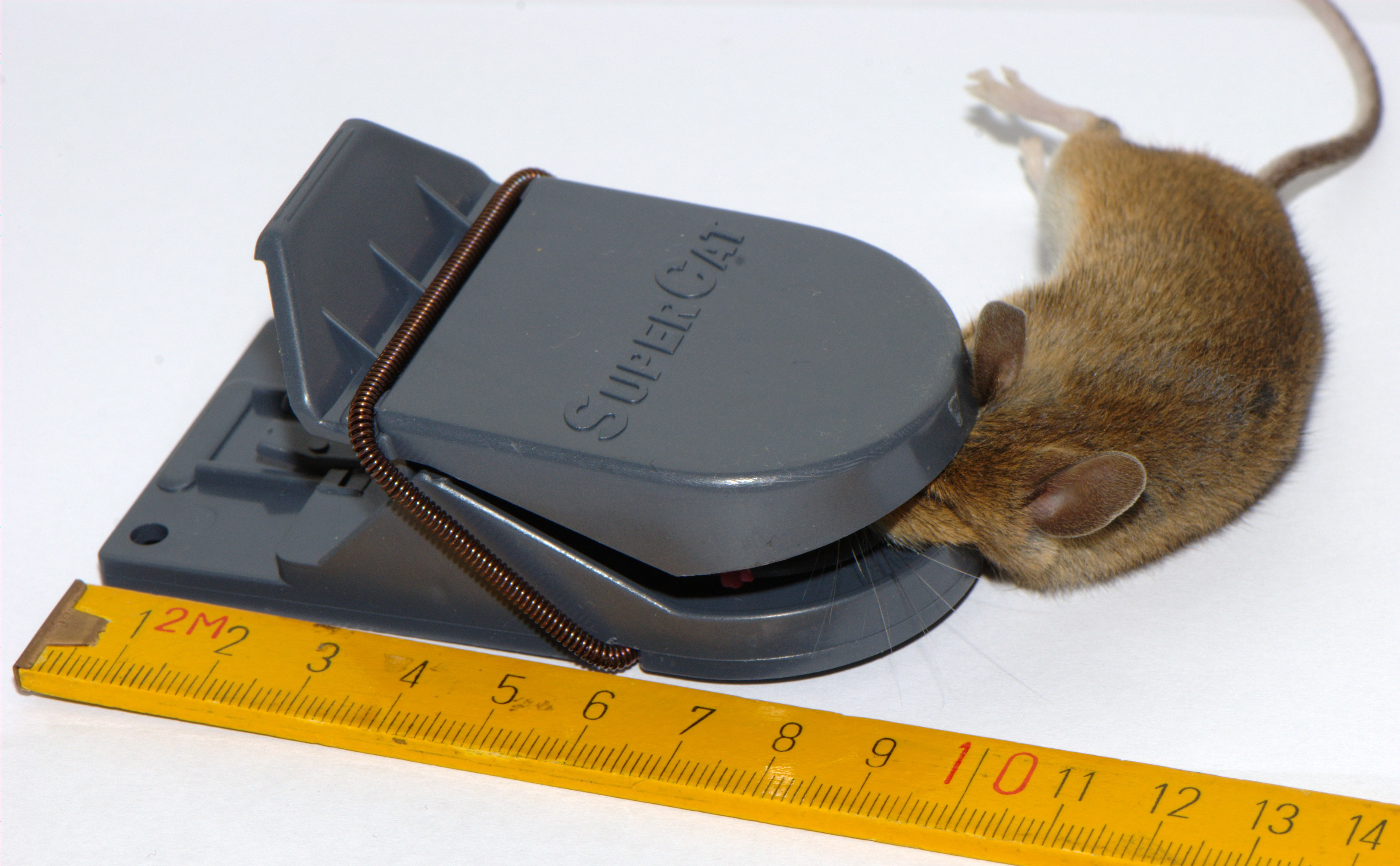
Срабатывание мышеловки-крокодила
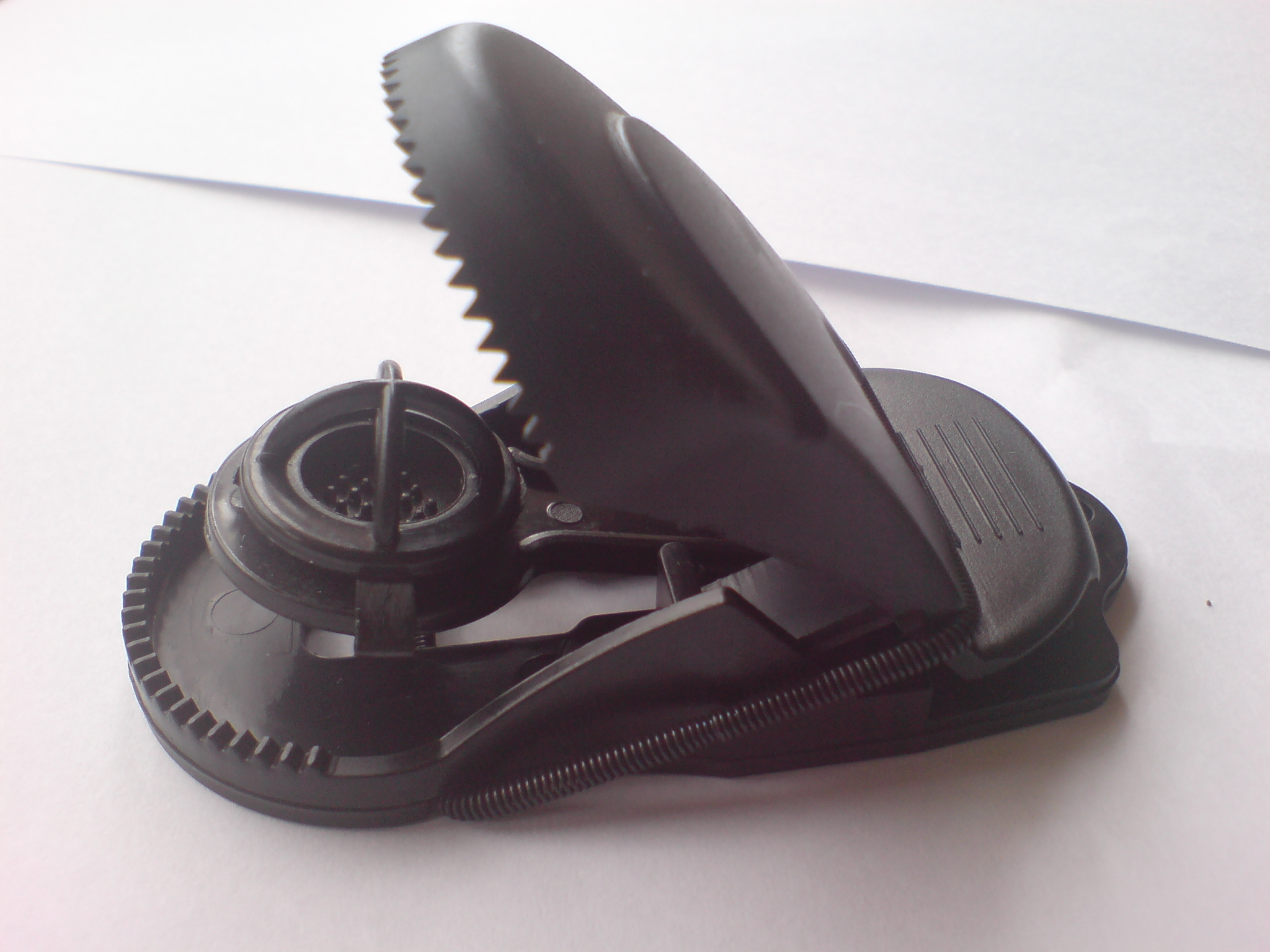
«Крокодил» в режиме ожидания

### Электромышеловка
Эта мышеловка основана на поражении мышей и крыс током. То есть на пути к приманке мыши и крысы замыкают на себе электрическую цепь и падают замертво. Плюсы такой мышеловки состоят в том, что она многоразовая и не требует взведения после каждого срабатывания. Но недостатком является то, что, как и любой электроприбор, без питания от электросети она работать не способна. Также, подобные мышеловки представляют высокую опасность для людей и домашних питомцев.

### Самодельные мышеловки
Существует множество конструкций различных самодельных мышеловок, легко изготавливаемых из подручных средств. Например, ведро с поворотной крышкой. Мышь, взобравшись по прислонённой дощечке на поворотную крышку за приманкой, падает в ведро с водой и тонет. Вода необходима, дабы мышь не могла выпрыгнуть из ведра. Если же поставлена цель изловить живую мышь, то ведро должно быть достаточно высоким, дабы мышь не могла выпрыгнуть. Также, самодельные мышеловки можно изготовить из прямоугольного пластикового ящика с прикреплёнными внутри банками-роликами, можно смастерить мышеловку из баклажек или других подходящих материалов. В качестве мышеловки можно применить банку, поставленную на ребро монеты, бутыль, положенную наклонно и смазанную изнутри маслом, трубу с поворотной крышкой на торце, закреплённой таким образом, что крышка может открываться лишь в одну сторону, впуская мышь за приманкой, но не выпуская её, и т. п. В зависимости от конструкции, самодельные мышеловки могут как убивать мышь, так и ловить её живой. Достоинство самодельных мышеловок в том, что большинство конструкций безопасны для людей, кошек и собак.

## Фотогалерея

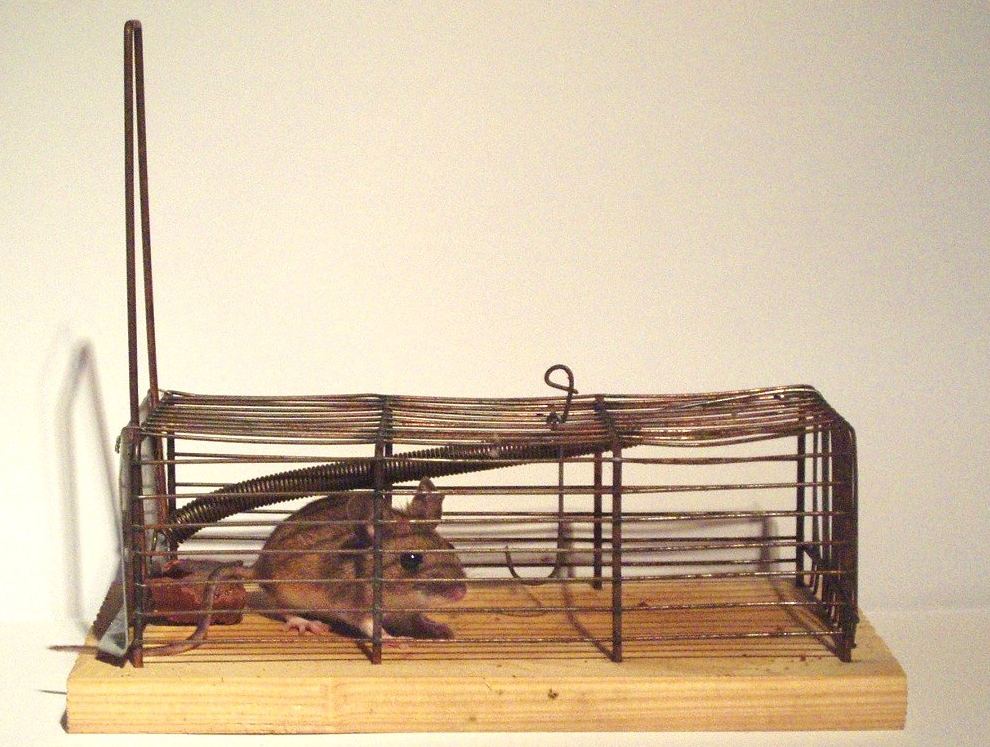
Мышеловка закрытого типа с пойманной мышью. В качестве приманки использован шоколад.
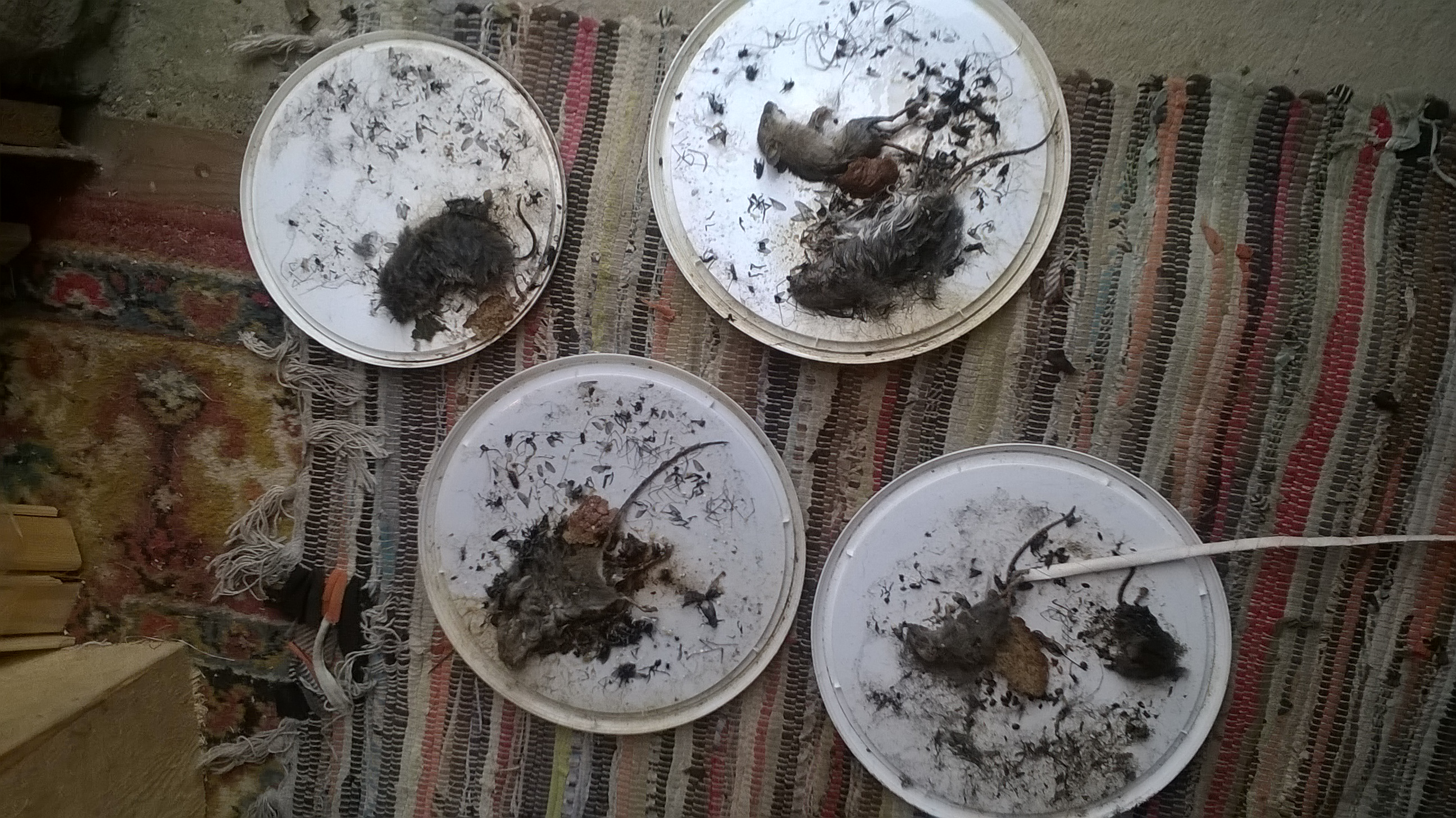
Мыши, пойманные на клей.
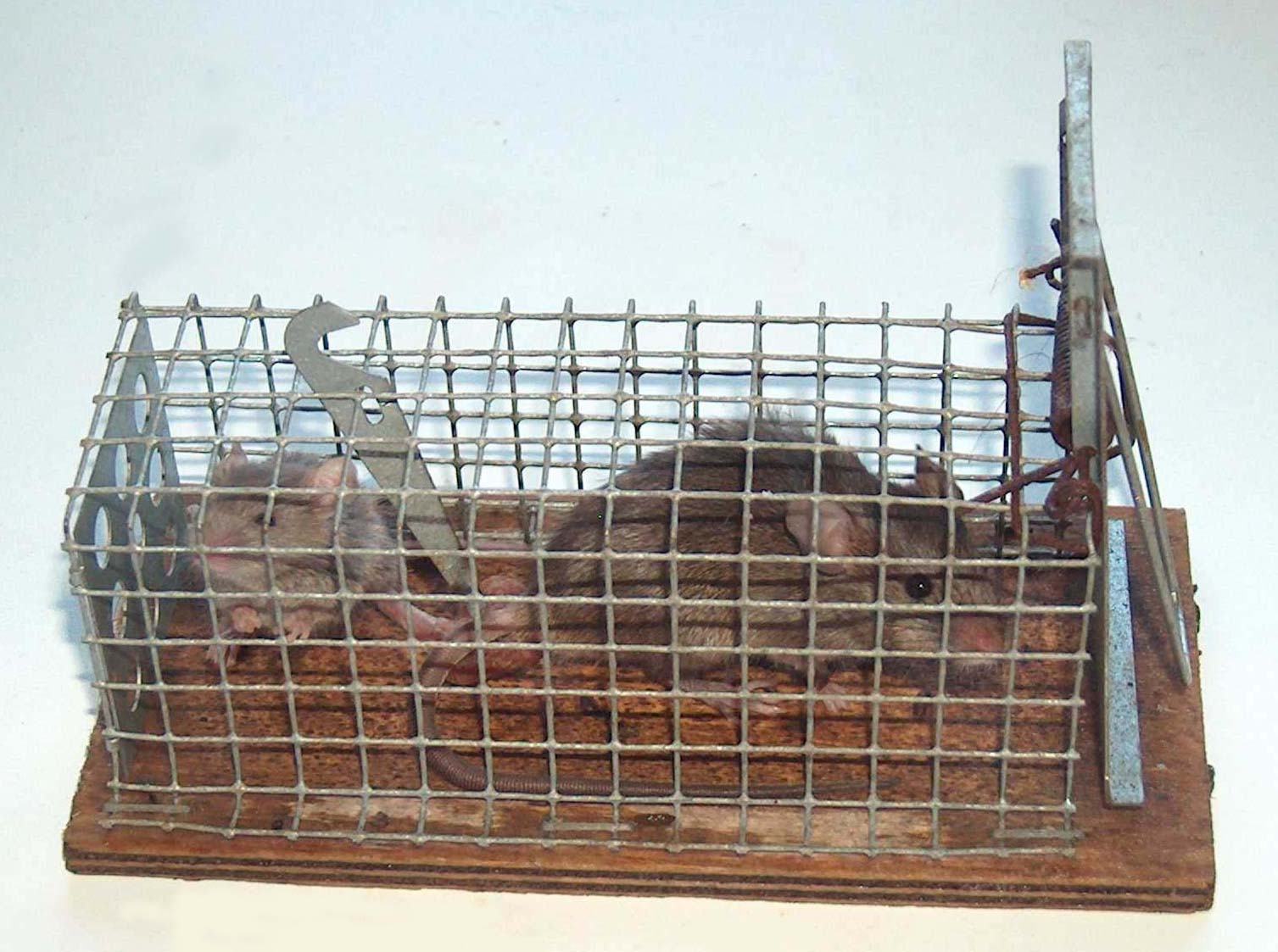
В многоразовой мышеловке закрытого типа оказались мышь и крыса.